# Henoticus californicus
Henoticus californicus là một loài bọ cánh cứng trong họ Cryptophagidae. Loài này được Mannhereim miêu tả khoa học năm 1843.